# Nesvačilka
Nesvačilka – gmina w Czechach, w powiecie Brno, w kraju południowomorawskim. Według danych z dnia 1 stycznia 2014 liczyła 324 mieszkańców.